# Scotonycteris
Scotonycteris är ett släkte av däggdjur. Scotonycteris ingår i familjen flyghundar.

## Beskrivning
Dessa flyghundar förekommer i centrala och västra Afrika. De vistas i låglandet eller i medelhöga bergstrakter som är täckta av skog.
Scotonycteris zenkeri är med en kroppslängd (huvud och bål) av 6,5 till 8 cm tydlig mindre än Scotonycteris ophiodon som blir 11 till 14 cm lång. Svansen är hos båda arter bara en stubbe. Underarmarnas längd som bestämmer djurets vingspann är 4,7 till 5,5 cm för den förstnämnda arten och 7,5 till 9 cm för den andra arten. Scotonycteris zenkeri blir med 18 till 27 gram även tydlig lättare. Scotonycteris ophiodon väger däremot 65 till 72 gram. På ryggen har arterna en mörkbrun päls och buken är något ljusare. Påfallande är en vit fläck på näsan eller mellan ögonen samt små vita fläckar mellan ögonen och öronen. Arterna skiljer sig även i detaljer av tändernas och skallens konstruktion från närbesläktade flyghundar.
Levnadssättet är inte bra utrett. Troligen vilar varje individ ensam. Födan utgörs av olika frukter. Honor av Scotonycteris ophiodon parar sig troligen två gånger per år. Per kull föds bara en unge.
IUCN listar Scotonycteris ophiodon som nära hotad (NT) och Scotonycteris zenkeri som livskraftig (LC).

## Taxonomi
Arter enligt Catalogue of Life och Wilson & Reeder (2005):
- Scotonycteris ophiodon
- Scotonycteris zenkeri

Nyare verk listar ytterligare två arter och flyttar Scotonycteris ophiodon till släktet Casinycteris.
- Scotonycteris bergmansi
- Scotonycteris occidentalis